# Jan Egil Brekke
Jan Egil Brekke (Karasjok, 14 giugno 1974) è un ex calciatore norvegese, di ruolo centrocampista.

## Carriera

### Club
Brekke iniziò la carriera con le maglie di Nordlys, Bodø/Glimt, Alta, Stålkameratene e Tromsø. Si trasferì poi in prestito allo Alta ed in seguito tornò nel Tromsdalen, nel Bodø/Glimt e per la terza volta nell'Alta. Il 24 dicembre 2011 si ritirò dall'attività agonistica.